# Poolbillard-Europameisterschaft 1981
Die Poolbillard-Europameisterschaft 1981 war ein vom europäischen Poolbillardverband EPBF in der Schweizer Hauptstadt Bern ausgerichteter Poolbillardwettbewerb.
Ausgespielt wurden die Disziplinen 8-Ball und 14/1 endlos. Neben den Titeln der Herren wurden erstmals auch die Europameisterschaften der Damen ausgetragen.
Bei den Herren wurden die Schweden Jurgen Karlsson und Sven Olaf Olsson Europameister. Erfolgreichster Deutscher war Günter Geisen, der im 8-Ball Vizeeuropameister wurde. Bei den Damen wurden die Schwedin Ewa Svensson und die Deutsche Klara Lensing Europameister.

## Galerie

## Medaillengewinner
| Disziplin            | Gold             | Silber             | Bronze              |
| -------------------- | ---------------- | ------------------ | ------------------- |
| Herren – 14/1 endlos | Jurgen Karlsson  | Tomy Eriksson      | Waldemar Markert    |
| Herren – 14/1 endlos | Jurgen Karlsson  | Tomy Eriksson      | Roy Laird           |
| Herren – 8-Ball      | Sven Olaf Olsson | Günter Geisen      | Bengt Jonasson      |
| Herren – 8-Ball      | Sven Olaf Olsson | Günter Geisen      | Hans Nyman          |
| Damen – 14/1 endlos  | Ewa Svensson     | Giesela Wohlwender | Anni de Zwart       |
| Damen – 14/1 endlos  | Ewa Svensson     | Giesela Wohlwender | Christine Rufenacht |
| Damen – 8-Ball       | Klara Lensing    | Eva Eleholt        | M. Dohmen           |
| Damen – 8-Ball       | Klara Lensing    | Eva Eleholt        | Elisabeth Leschanz  |